# Андреев, Валериан Алексеевич
Валериан Алексеевич Андреев (27 мая (8 июня) 1828—20 января (2 февраля) 1905) — юрист, сенатор, действительный тайный советник.

## Биография
По окончании курса в Училище правоведения 12 мая 1847 года поступил на службу в Департамент герольдии Правительствующего сената. В 1857 году назначен исполнять должность председателя Подольской палаты уголовного суда, а в 1864 году — подольским вице-губернатором.
Был произведён 27 марта 1866 года в действительные статские советники и в 1867 году назначен прокурором Тифлисской судебной палаты; с 1869 года утверждён вице-президентом Тифлисского попечительного комитета о тюрьмах.
С 23 марта 1868 года был назначен присутствовать в уголовном кассационном департаменте сената, с 1869 года — в высшем дисциплинарном присутствии; с 1896 года — в V департаменте сената; с 19 декабря 1876 года состоял в чине тайного советника.
Большое практическое значение имели его юридические труды, напечатанные в Журнале Министерства юстиции и в других изданиях.
В 1863 году получил орден Св. Анны 2-й степени с императорской короной, в 1871 — орден Св. Станислава 1-й степени, в 1874 — орден Св. Анны 1-й степени, в 1881 — орден Св. Владимира 2-й степени, в 1892 году — орден Белого орла.